# عائشة تونابويلو
تعد عائشة تونابويلو ممثلة مسرحية و سينمائية وممثلة مسلسلات تلفزيونية.
ولدت عائشة تونابويلو في 28 مارس عام 1962 في مدينة إسطنبول. وهي فنانة مسرح الدولة بإسطنبول.

## المسرحياتالتي مثلتها
- عشقنا أكبر حريق بآك سراي : جونجور ديلمن - مسرح الدولة بإسطنبول - عام 2012
- مصدر الحكاية - إنسان الدولة فقط لم يُقتل من خلال أخذ روحه : إنتاجات خاصة لبينار سيليك - عام 2010
- أغنية الغراب الأسود : جونجور ديلمن - مسرح الدولة بإسطنبول - عام 2009
- فيما بين الرعاع : مكسيم جوركي - مسرح الدولة بإسطنبول - عام 2003
- تعال لنتزوج إمشي لنتطلق : نجاتي جمعالي - مسرح الدولة بإسطنبول - عام 1999
- الأوكسترا ( مسرحية ) : آرثر ميلر - مسرح الدولة بإسطنبول - عام 1998
- بناء ( مسرحية ) : بهيجة آك - مسرح الدولة بإسطنبول - عام 1994
- لقد وصل جودو : ميوجراد بولاتوفيج - مسرح الدولة ببورصة - عام 1993
- نوم الطفل : كينان إشيك - مسرح الدولة ببورصة - عام 1991
- من أجل هلال : سميح سيرجين - مسرح الدولة ببورصة - عام 1990
- الساحرات والممثلات : إردينتش دينتشر - مسرح الدولة بأنقرة - عام 1987
- الجدي تشينار مع الجدة إهلامور : سميح سيرجين - مسرح الدولة بأنقرة - عام 1986
- مسرح الحبيب : أحمد أونل - مسرح الدولة بأنقرة - عام 1987
- غايات اليمن : رفيق إردوران - مسرح الدولة بإسطنبول - عام 1998

## أفلامهاومسلسلاتها
- الشيطان الرجيم عام 2013
- نساء المنزل اليائسات - أم ألأيف عام 2013
- شارع غاليب درويش باريهان ( ممثلة ضيف شرف ) عام 2013
- عفت - عمة عفة عام 2011
- حجر الحصى - أم سفيل عام 2010
- زينجيربوزان - - نظمية ديميريل عام 2007
- تحت سقف واحد - ميلاهات عام 2006
- تحقيق التوازن والمناورة - زحل عام 2004
- عليا حسيب عام 2004
- المرأة في نافذة أسفل المجوم عام 2002
- حبي حبي عام 2001
- جدي، جوفرت وأنا عام 2001
- لا شئ من الحب عام 2000
- تشارلي في العمل عام 2000
- الربيع الثاني عام 1999
- حبوب من عنقود العنب للسيدة عام 1999
- حكاية الثعبان - جوزين عام 1999
- بواسطة ياسمين عام 1997
- روحسار عام 1997

## روابط خارجية
- عائشة تونابويلو على موقع IMDb (الإنجليزية)
- عائشة تونابويلو على موقع قاعدة بيانات الفيلم (الإنجليزية)